# Освіта в Китаї
Освіта в Китаї передусім управляється державною системою освіти, яка підпорядковується Міністерству освіти. Усі громадяни повинні відвідувати школу як мінімум дев'ять років, відому як дев'ятирічна обов'язкова освіта, яка фінансується урядом. Обов’язкова освіта включає шість років початкової освіти, як правило, починаючи з шести років і закінчуючи у дванадцять років, а потім три роки молодшої середньої освіти (молодша середня школа). Деякі провінції мають п'ять років початкового навчання, але чотири роки для молодших середніх шкіл. За молодшим середнім навчанням слідують три роки середньої середньої школи, до кінця яких закінчується середня освіта. Закони, що регулюють систему освіти, включають Положення про наукові ступені, Закон про обов'язкову освіту, Закон про вчителів, Закон про освіту, Закон про професійну освіту та Закон про вищу освіту.
У 2019 році Міністерство освіти повідомило про збільшення на 1,5611 мільйонів учнів, які вступають на обов'язкову освіту. У 1985 р. Уряд скасував вищу освіту, що фінансується за рахунок податків, вимагаючи від здобувачів університету претендувати на стипендії, виходячи з їх академічних можливостей. На початку 1980-х уряд дозволив створити перший приватний вищий навчальний заклад. У 2003 році центральні та місцеві уряди Китаю підтримали 1552 вищі навчальні заклади (коледжі та університети), а також їх 725 000 викладачів та 11 мільйонів студентів. У проекті є понад 100 ключових національних університетів, включаючи Пекінський університет та Університет Цінхуа, які вважаються частиною елітної групи китайських університетів. Китайські інвестиції в дослідження і розробки зросли на 20% на рік з 1999 року, перевишивши в 2011 році 100 мільярдів доларів. У 2006 році китайські університети закінчили 1,5 мільйона студентів науки і техніки. До 2008 року Китай опублікував 184 080 статей у визнаних міжнародних журналах — семикратне зростання порівняно з 1996 р. У 2017 р. Китай перевершив США за найбільшою кількістю наукових публікацій. Китай також був найкращим напрямком для іноземних студентів, і станом на 2013 рік Китай був найпопулярнішою країною в Азії для іноземних студентів і посів третє місце серед країн. Зараз Китай є провідним місцем у світі для студентів-англомовних африканців та приймає друге за чисельністю міжнародне населення у світі. Станом на 2018 рік, країна мала друге за кількістю провідних університетів у світі, після США.  Китай також є домом для двох найкращих університетів у всій Азії та Тихоокеанському регіоні та країнах, що розвиваються, з університетами Цінхуа та Пекіном, які зайняли 20-е та 23-е місця у світі відповідно до рейтингу Times Higher Education World University Ranking. Китай переважає серед університетських рейтингів QS BRICS та університетських рейтингів країн, що розвиваються. Китай також є найбільш представленою державою в цілому. У 2020 році Китай очолює список рейтингів університетів QS Asia з понад 120 університетами, у тому числі в рейтингу, а п'ять китайських університетів потрапляють до 10 найкращих країн Азії, що більше, ніж будь-яка інша країна. До списку 200 найбільших світових рейтингів ARWU 2020 року входило 22 китайських університети, що відставали лише від США за загальним представництвом.
Хоча Шанхай, Пекін, Цзянсу та Чжецзян перевершили всі країни світу і досягли найвищих балів у Програмі міжнародного оцінювання студентів, а китайські старшокласники щороку послідовно вигравали кілька золотих медалей на багатьох міжнародних конкурсах та олімпіад з науки, таких як Міжнародна біологія Олімпіада, Міжнародна олімпіада з астрономії та астрофізики, Міжнародна олімпіада з інформатики, Міжнародна олімпіада з наук про Землю, Міжнародна математична олімпіада, Міжнародна олімпіада з фізики та Міжнародна олімпіада з хімії, освітню систему Китаю критикували за суворість та акцент на акценті підготовка до тесту. Однак прес-секретар PISA Андреас Шлейхер каже, що Китай відійшов від навчання навколо. За словами Шлейхера, Росія добре виконує оцінки на основі принципів, але не в PISA, тоді як Китай має результати як на основі принципів, так і в більш широких оцінках.

## Історія
З кінця Культурної революції (1966–76) система освіти в Китаї була спрямована на економічну модернізацію. У 1985 році федеральний уряд передав відповідальність за базову освіту місцевим органам влади через Центральний комітет Китаю "Рішення Комуністичної партії про реформу освітньої структури". Планом реформи освіти в травні 1985 р. Влада вимагала дев’яти років обов’язкової освіти та створення Державної комісії з освіти. Офіційне прагнення покращити освіту ніде не виявилося настільки очевидним, як істотне збільшення коштів на освіту у Сьомій п’ятирічці (1986–90), яке на 72 відсотки перевищувало кошти, виділені на освіту у попередній плановий період (1981– 85). У 1986 р. 16,8 відсотка державного бюджету було призначено на освіту проти 10,4 відсотка у 1984 р. З 1949 р. Освіта викликала суперечки в Китаї. В результаті постійних внутрішньопартійних перестановок офіційна політика чергувала ідеологічні імперативи та практичні зусилля з подальшого національного виховання, хоча ці два часто були несумісними. Великий стрибок уперед (1958–60) і Рух соціалістичної освіти (1962–65) намагався покласти край глибоко вкоріненій академічній елітарності, скоротити соціальні та культурні розриви між робітниками та селянами, між міським та сільським населенням та усунути тенденцію науковців та інтелігенції зневажати ручну працю. Під час Культурної революції загальне сприяння соціальній рівності було головним пріоритетом. 
Керівництво Комуністичної партії Китаю після Мао Цзедуна розглядає освіту як основу чотирьох модернізацій. На початку 1980-х років науково-технічна освіта стала важливим напрямком освітньої політики. До 1986 р. Підготовка кваліфікованих кадрів та розширення науково-технічних знань були визначені найвищим пріоритетом. Хоча гуманітарні науки вважалися важливими, професійно-технічні навички вважалися першочерговими для досягнення цілей модернізації Китаю. Переорієнтація освітніх пріоритетів відповідала стратегії економічного розвитку Ден Сяопіна. Також було зроблено акцент на подальшій підготовці вже освіченої еліти, яка продовжить програму модернізації у найближчі десятиліття. Поновлений акцент на сучасній науці та техніці призвів до прийняття зовнішньої політики, яка заохочувала навчання та запозичення з-за кордону для підвищення кваліфікації в широкому діапазоні наукових областей, починаючи з 1976 року. Станом на 2015 рік у державних початкових та нижчих школах Китаю навчається 28,8 мільйонів учнів.

## Розвиток
З 1950-х років Китай забезпечує дев'ятирічну обов'язкову освіту, яка складає п'яту частину населення світу. До 1999 року початкова освіта стала узагальненою в 90% Китаю, а обов'язкове дев'ятирічне навчання тепер фактично охоплювало 85% населення. Фінансові кошти на освіту, що надаються центральним та провінційним урядами, різняться залежно від регіону, а кошти у сільській місцевості значно нижчі, ніж у великих міських районах. Сім'ї повинні доповнювати гроші, що надаються школам урядом, платою за навчання, а це означає, що деякі діти мають набагато менше. Однак батьки дуже високо цінують освіту і приносять великі особисті жертви, щоб відправити своїх дітей до школи та університету. Неписьменність серед молоді та середнього віку впала з понад 80% до 5% Система вивчила близько 60 мільйонів професіоналів середнього або високого рівня та близько 400 мільйонів робітників для молодших та старших класів середньої школи. Сьогодні 250 мільйонів китайців здобувають три рівні шкільної освіти (початкову, молодшу та старшу середню школу), що вдвічі збільшує темпи приросту в решті світу за той самий період. Чистий рівень охоплення початковою школою досяг 98,9%, а валовий рівень охоплення молодшими школами 94,1%. 
Освітні горизонти Китаю розширюються. У 1980-х рр. МВА був практично невідомий, але до 2004 р. Було 47 000 МВА, які навчались у 62 школах МВА. Багато людей також подають документи на міжнародні професійні кваліфікації, такі як EMBA та MPA; близько 10 000 студентів MPA навчаються у 47 вищих школах, включаючи Пекінський університет та Університет Цінхуа. Ринок освіти швидко розвинувся, процвітаючи навчання та тестування на професійну кваліфікацію, таку як комп'ютер та іноземні мови. Безперервна освіта є тенденцією, коли один раз у житті людина стає навчанням протягом усього життя. Обмін міжнародною співпрацею та освітою щороку збільшується. Китай має більше студентів, які навчаються за кордоном, ніж будь-яка інша країна; з 1979 року в 103 країнах та регіонах навчається 697 000 китайських студентів, з яких 185 000 повернулися після закінчення навчання. Кількість іноземних студентів, які навчаються в Китаї, швидко зросла; у 2004 році в університетах Китаю навчалося понад 110 000 студентів із 178 країн. За останні роки інвестиції в освіту зросли; частка загального бюджету, виділеного на освіту, щороку з 1998 р. збільшується на один процентний пункт. Згідно з програмою Міністерства освіти, уряд створить систему фінансування освіти відповідно до системи державних фінансів, посилить відповідальність уряду на всіх рівнях в освітніх інвестицій та забезпечать, щоб їх фінансові асигнування на освітні витрати зростали швидше, ніж їх регулярні надходження. Програма також визначала мету уряду щодо того, що інвестиції в освіту повинні становити чотири відсотки ВВП за відносно короткий проміжок часу.

## Освітня система

### Закон про обов'язкову освіту
Закон про дев'ятирічну обов'язкову освіту (中华人民共和国 义务教育 法), який набув чинності 1 липня 1986 року, встановив вимоги та строки для отримання загальної освіти з урахуванням місцевих умов та гарантував дітям шкільного віку право отримувати принаймні дев'ять роки навчання (шестирічна початкова освіта та трирічна середня освіта). Народні з’їзди на різних місцевих рівнях мали в межах певних керівних принципів та відповідно до місцевих умов вирішувати кроки, методи та терміни впровадження дев’ятирічної обов’язкової освіти відповідно до керівних принципів, сформульованих центральними органами влади. Програма мала на меті привести сільські райони, які мали чотири-шість років обов’язкового навчання у школі, у відповідність із міськими колегами. Департаменти освіти були закликані готувати мільйони кваліфікованих робітників для всіх професій і професій та пропонувати керівні принципи, навчальні програми та методи, що відповідають програмі реформ та потребам модернізації.
Влада провінційного рівня мала розробляти плани, приймати укази та правила, розподіляти кошти в округах та безпосередньо управляти кількома ключовими загальноосвітніми школами. Повітові органи мали розподілити кошти кожному міському уряду, який мав заповнити будь-які недоліки. Повітові органи повинні були здійснювати нагляд за освітою та викладанням та керувати власними старшими середніми школами, учительськими школами, училищами підвищення кваліфікації, сільськогосподарськими професійними училищами та зразковими початковими та молодшими середніми школами. Решта шкіл мали управляти окремо повітові та селищні влади. Закон про обов’язкову освіту поділив Китай на три категорії: міста та економічно розвинені райони в прибережних провінціях та невелика кількість розвинених районів у глибинці; міста та села із середнім розвитком; та економічно відсталі райони.
До листопада 1985 року перша категорія - більші міста та приблизно 20 відсотків графств (головним чином у більш розвинених прибережних та південно-східних районах Китаю) здобули загальну 9-річну освіту. До 1990 року міста, економічно розвинені райони в прибережних підрозділах провінційного рівня, а також невелика кількість розвинених внутрішніх районів (приблизно 25 відсотків населення Китаю) та райони, де вже популяризувались середні школи, мали на меті отримати загальну освіту для молодших і середніх шкіл . Планувальники освіти передбачали, що до середини 90-х років усі працівники та персонал у прибережних районах, внутрішніх містах та середньорозвинених районах (із загальним населенням від 300 до 400 мільйонів людей) матимуть або обов'язкову 9-річну, або професійну освіту, і що 5 відсотків людей у цих регіонах мали б вищу освіту - будуючи міцний інтелектуальний фундамент для Китаю. Крім того, планувальники очікували, що середня освіта та кількість абітурієнтів збільшиться до 2000 року. Друга категорія, передбачена 9-річним законом про обов'язкову освіту, складалася з міст і сіл із середнім рівнем розвитку (близько 50 відсотків населення Китаю), де загальна освіта, як очікувалося, досягне рівня молодшої та середньої школи до 1995 року. 
Третя категорія, економічно відсталі (сільські) райони (близько 25 відсотків населення Китаю) мали популяризувати базову освіту без розкладу та на різних рівнях відповідно до місцевого економічного розвитку, хоча держава намагалася б підтримати розвиток освіти. Держава також сприятиме освіті в регіонах меншин. У минулому сільські райони, в яких не було стандартизованої та універсальної системи початкової освіти, породили покоління неписьменних; лише 60 відсотків випускників початкової школи відповідали встановленим стандартам. Ще одним прикладом прихильності уряду до дев'ятирічної обов'язкової освіти в січні 1986 р. Державна рада підготувала законопроект, прийнятий на чотирнадцятій сесії Постійного комітету Шостого національного з'їзду народних депутатів, згідно з яким будь-яка організація чи фізична особа забороняють наймати молодь до закінчення дев’ятирічного навчання. Законопроект також дозволив безкоштовну освіту та субсидії для студентів, сім'ї яких мали фінансові труднощі. Початкова освіта без оплати навчання, незважаючи на закони про обов’язкову освіту, як і раніше є ціллю, а не реалізованою метою у всьому Китаї. Оскільки багато сімей відчувають труднощі зі сплатою шкільних внесків, деякі діти змушені залишити школу раніше дев’ятирічної мети.
Дев’ятирічна система називається китайською мовою „Дев’ять років - одна політика”, або „九年 Chinese 制”. Зазвичай це стосується освітньої інтеграції початкової та середньої школи. Після закінчення початкової школи випускники можуть безпосередньо вступити до молодшої середньої школи. Оцінки в школах, де впроваджується 9-річна система, зазвичай називаються 1, 2 і так далі по 9 клас.
Основні особливості 9-річної системи: 
1. Студенти закінчують освіту від початкової до середньої школи.
2. Принцип близькості. Студенти вступають до сусідньої школи замість вступного іспиту середньої школи.
3. Єдність. Школи, які здійснюють 9-річну систему, практикують єдине управління в шкільній адміністрації, навчанні та освіті.

#### Основна освіта
Основна освіта Китаю передбачає дошкільну освіту, дев’ятирічну обов’язкову освіту від початкової до молодшої школи, стандартну середню освіту для старших класів, спеціальну освіту для дітей-інвалідів та освіту для неграмотних людей. У Китаї понад 200 мільйонів учнів початкових та середніх шкіл, які разом з дітьми дошкільного віку становлять одну шосту частину всього населення. З цієї причини центральний уряд визначив базову освіту як ключову сферу будівництва інфраструктури та розвитку освіти. В останні роки освіта старших класів середньої школи стабільно розвивалася. У 2004 році кількість учнів становила 8 215 мільйонів, що в 2,3 рази більше, ніж у 1988 році. Загальний загальноосвітній рівень охоплення старших шкіл досяг 43,8 відсотка, що все ще нижче, ніж у інших розвинених країнах. Уряд створив спеціальний фонд для поліпшення умов у початкових та середніх школах Китаю для нового будівництва, розширення та відновлення зруйнованих споруд. Витрати на освіту на душу населення для учнів початкової та старшої школи значно зросли, навчальне та наукове обладнання, книги та документи щороку оновлюються та оновлюються. Метою уряду щодо розвитку базової системи освіти Китаю є наближення або досягнення рівня середньорозвинених країн до 2010 року. Випускники китайських початкових та середніх шкіл мають високі результати як базових навичок, так і навичок критичного мислення;  однак, через поганий стан здоров'я, сільські учні часто кидають навчання або відстають у досягненнях.

##### Ключові школи
"Ключові школи", закриті під час Культурної революції, з'явилися наприкінці 1970-х років і на початку 1980-х стали невід'ємною частиною зусиль по відродженню системи освіти, що втратила свою власність. Оскільки освітніх ресурсів було мало, обраним («ключовим») установам - як правило, тим, що мають записи про минулі навчальні досягнення - надавали пріоритет у розподілі вчителів, обладнання та коштів. Їм також було дозволено набрати найкращих учнів для спеціального навчання, щоб конкурувати за вступ до провідних шкіл на наступному рівні. Ключові школи становили лише невеликий відсоток від усіх звичайних середніх шкіл і направляли найкращих учнів у найкращі загальноосвітні школи, переважно на основі вступних балів. У 1980 р. Найбільші ресурси були виділені ключовим школам, які дали б найбільшу кількість абітурієнтів.
На початку 1987 р. Розпочались зусилля з перетворення ключової школи з підготовчої школи на засіб розповсюдження вдосконалених навчальних планів, матеріалів та навчальної практики в місцевих школах. Більше того, доцільність ролі ключової школи у дев'ятирічному плані базової освіти поставили під сумнів деякі чиновники, оскільки ключові школи надавали перевагу міським районам та дітям більш заможних та краще освічених батьків. Чанчунь, Шеньян, Шеньчжень, Сямень та інші міста, а також відділи освіти в Шанхаї та Тяньцзіні рухались до створення системи рекомендацій для учнів та ліквідації ключових шкіл. У 1986 році Шанхайське освітнє бюро скасувало ключову систему середньої школи для забезпечення "загального рівня освіти". Незважаючи на зусилля, спрямовані на скасування системи "ключових шкіл", ця практика існує і сьогодні під іншими назвами, а нерівність в освіті все ще широко критикується деякими державними чиновниками та науковцями.

###### Навчальні школи
Навчальні школи, які також називаються Навчальними центрами, - це тип приватної освіти, що пропонується приватними компаніями, які допомагають студентам у Китаї, як правило, віком від 3 до 12 років, покращувати успіхи у навчальних предметах, таких як англійська мова, математика чи китайська мова. Навчальні школи можуть варіюватися в будь-якому місці - від однокімнатної роботи лише з одним викладачем до дуже великих корпорацій із сотнями тисяч учнів.

## Початкові школи
Заклад початкової освіти в такій величезній країні, як Китай, був вражаючим досягненням. На відміну від 20-відсоткового коефіцієнта набору до 1949 року, у 1985 році близько 96 відсотків дітей молодшого шкільного віку навчались приблизно у 832 300 початкових школах. Цей показник охоплення вигідно порівнювався із зафіксованими показниками кінця 1960-х та початку 1970-х років, коли стандарти зарахування були більш рівними. У 1985 р. Світовий банк підрахував, що кількість учнів у початкових школах зменшиться з 136 млн. У 1983 р. До 95 млн. Наприкінці 1990-х рр. І що зменшення кількості учнів зменшить кількість необхідних вчителів. Проте кваліфіковані вчителі будуть і надалі користуватися попитом. Відповідно до Закону про дев’ятирічну обов’язкову освіту, початкові школи повинні були бути вільними від навчання та мати розумне розташування для зручності дітей, які їх відвідують; учні відвідували початкові школи у своїх районах чи селах. Батьки платили невелику плату за термін за книги та інші витрати, такі як транспорт, харчування та опалення. Раніше гонорари не вважалися стримуючим фактором для відвідування. Згідно з реформою освіти, учні з бідних сімей отримували стипендії, а державні підприємства, установи та інші сектори суспільства заохочувались створити власні школи. Основним занепокоєнням було збереження обмежених ресурсів, не спричиняючи падіння кількості учнів і не послаблюючи кращих шкіл. Зокрема, органам місцевого самоврядування було наказано не проводити освіту середньої школи наосліп, поки ще розвивається початкова школа, або вилучати гроші, педагогічний колектив та матеріали з початкових шкіл. 
Діти зазвичай вступали до початкової школи у семирічному віці протягом шести днів на тиждень, які після змін законодавства у 1995 та 1997 рр. Були змінені відповідно на п'ять з половиною та п'ять днів. Двосеместровий навчальний рік складався з 9,5 місяців і розпочався 1 вересня та 1 березня, з літніми канікулами в липні та серпні та зимовими канікулами в січні та лютому. Міські початкові школи, як правило, розподіляли навчальний тиждень на двадцять чотири-двадцять сім класів по сорок п’ять хвилин кожен, але в сільській місцевості нормою було південне навчання, більш гнучкий графік та мандрівні вчителі. Більшість початкових шкіл мали п'ятирічний курс, за винятком таких міст, як Пекін та Шанхай, а згодом і інші великі міста, які відновили шестирічні початкові школи та приймали дітей у шість з половиною років, а не в сім. Навчальна програма початкової школи складалася з китайської мови, математики, фізичного виховання, музики, малювання та елементарних інструктажів з природи, історії та географії у поєднанні з практичним досвідом роботи навколо шкільного комплексу. Загальні знання політики та моральної підготовки, які підкреслювали любов до батьківщини, любов до політичної партії та любов до народу (і раніше любов до Голови Мао), були ще однією частиною навчальної програми. Іноземну мову, часто англійську, вводять приблизно в третьому класі. Китайська мова та математика становили близько 60 відсотків запланованого часу занять; природознавство та соціальна наука становили близько 8 відсотків. Путунхуа викладали в звичайних школах, а романізацію піньїню в нижчих класах та дитячих садках. Міністерство освіти вимагало, щоб усі початкові школи пропонували курси моралі та етики. Починаючи з четвертого класу, студентам зазвичай доводилося виконувати продуктивну працю два тижні на семестр, щоб пов'язати заняття з виробничим досвідом у майстернях або на фермах та пов'язати їх з академічним навчанням. У більшості шкіл проводились позаурочні заходи принаймні один день на тиждень для залучення учнів до відпочинку та громадських робіт. 
До 1980 р. Відсоток учнів, які навчаються в початкових школах, був високим, але школи повідомили про високі показники відсіву та регіональні розбіжності в навчанні (більшість учнів, які вступили до школи, були зосереджені в містах). Лише кожен четвертий округ мав загальну початкову освіту. В середньому 10 відсотків учнів кидали навчання в кожному класі. Протягом 1979–83 рр. Уряд визнавав правило "9-6-3", тобто дев'ять з десяти дітей починали початкову школу, шестеро її закінчували, а троє закінчували школу з успіхом. Це означало, що лише близько 60 відсотків учнів початкових класів насправді закінчили свою п’ятирічну програму навчання і закінчили навчання, і лише близько 30 відсотків вважалися такими, що володіють компетенцією початкового рівня. Статистика середини 1980-х років показала, що більше сільських дівчат, ніж хлопців, кидають навчання. В рамках Закону про дев'ятирічну обов'язкову освіту та загальної тенденції до професійно-технічних навичок були зроблені спроби подолати та виправити розрив між міською та сільською освітою. Міські та ключові школи майже незмінно працювали за шестиденним денним графіком, щоб підготувати учнів до подальшої освіти та роботи на високому рівні. Сільські школи, як правило, працювали за гнучким графіком, пристосованим до потреб сільськогосподарських сезонів і прагнули підготувати учнів до дорослого життя та ручної праці на роботах з низькою кваліфікацією. Вони також пропонували більш обмежену навчальну програму, часто лише китайську, математику та мораль. Для сприяння відвідуванню та дозволу заповнення розкладу занять та навчального року були враховані аграрні сезони. Шкільні канікули перенесли, шкільні дні скоротили, а в неміцному сільськогосподарському сезоні пропонували заняття на денну, неповну та вільну заняття. Іноді в гірських селах наймали мандрівних вчителів, які обслуговували одне село вранці, інше село вдень.

## Середня школа

### Історія
Середня освіта в Китаї має складну історію. На початку 60-х років планувальники освіти дотримувались політики, яка називалась «ходити на двох ногах», яка передбачала створення як звичайних академічних шкіл, так і окремих технікумів для професійного навчання. Швидке розширення середньої освіти під час Культурної революції створило серйозні проблеми; оскільки ресурси були розподілені занадто мало, якість освіти знизилася. Далі, це розширення було обмежене звичайними середніми школами; технікуми були закриті під час Культурної революції, оскільки на них розглядали спробу забезпечити нижчу освіту дітям робітничих та селянських сімей. Наприкінці 1970-х представники уряду та партій критикували те, що вони назвали "унітарним" підходом 1960-х років, аргументуючи тим, що він ігнорує необхідність двох типів випускників: тих, хто має академічну освіту (підготовчий коледж) і тих, хто має спеціалізовану технічну освіту ( професійна). Починаючи з 1976 року з оновленим акцентом на технічну підготовку, технікуми знову відкриваються, і кількість їхніх учнів збільшується.
Завдяки поширенню професійно-технічної освіти скоротилося регулярне відвідування середньої школи. До 1986 року загальноосвітня середня освіта була частиною дев'ятирічного закону про загальнообов'язкову освіту, який робив початкову освіту (шість років) та освіту молодших середніх шкіл (три роки) обов'язковою. Проте бажання консолідувати існуючі школи та поліпшити якість ключових середніх шкіл було, однак, за освітньою реформою більш важливим, ніж розширення кількості учнів. Станом на січень 2015 року, Міжнародний шкільний консалтинг (ISC) зазначив, що Китай має 481 міжнародну школу. ISC визначає "міжнародну школу" такими термінами: "ISC включає міжнародну школу, якщо школа забезпечує навчальну програму для будь-якої комбінації учнів дошкільних, початкових та середніх класів, повністю або частково англійською мовою за межами англомовної країни, або якщо школа в країні, де англійська мова є однією з офіційних мов, пропонує середньоанглійську навчальну програму, відмінну від національної, і є міжнародною за своїм спрямуванням ". Це визначення використовується в публікаціях, зокрема The Economist. У 2014 році в міжнародних школах навчалося 177 400 учнів. 2013 Ніколас Бруммітт, керуючий директор ISC, повідомив, що станом на 2013 рік у материковому Китаї було 338 міжнародних шкіл, де навчалось 184 073 учні. Трохи більше половини міжнародних шкіл знаходяться у основних еміграційних районах Китаю: Пекіні, Шанхаї та провінції Гуандун, а решта - в інших областях. У Пекіні, Шанхаї та Гуанчжоу найбільше міжнародних шкіл, тоді як значна кількість існує також у Шеньчжені та Ченду. 
Багато міжнародних шкіл у Пекіні та Шанхаї, згідно із китайським законодавством, мають право приймати лише учнів, які мають громадянство в інших регіонах, крім материкового Китаю. Це пов’язано з тим, що учні материкового Китаю повинні мати певну навчальну програму, а школам, які не включають цю програму, забороняється зараховувати жителів материкової частини. Дітям континенту, які мають закордонний паспорт, дозволяється відвідувати ці школи. Станом на 2014 рік, 19 міжнародних шкіл у Пекіні обмежені для мешканців інших країн. Є також школи, що використовують міжнародні навчальні програми, в яких приймають як мейнландерів, так і учнів, які не є мешканцями. До 2004 р. Збільшення міжнародних ділових операцій призвело до збільшення кількості іноземних дітей. Багато оригінальних міжнародних шкіл після 1949 р. Використовували Міжнародний бакалаврат та північноамериканські навчальні програми. До 2004 року було відкрито багато міжнародних шкіл у Пекіні та Шанхаї за британськими програмами. Кількість міжнародних шкіл у Китаї зросла з 22 шкіл у 2001 році до 338 шкіл у 2013 році; за той же період кількість учнів у міжнародних школах зросла у 25 разів - до 184073 учнів. До 2010-х років багато батьків материкового Китаю почали відправляти своїх дітей до міжнародних шкіл, які приймають учнів материка, щоб збільшити шанси їх дітей переїхати за кордон. В останні роки в Китаї зростає кількість представництв міжнародних університетів, включаючи, але не обмежуючись, CEIBS та Єльський центр Пекіна. Глобальні центри Колумбії в Пекіні відкрили в 2009 році, а Гарвардський інститут у Шанхаї відкрили в 2010 році. Cornell Global планує бути присутніми як у Пекіні, так і в Шанхаї. Стенфордський університет створив академічний центр у Пекінському університеті. У 2002 році Вашингтонський університет у Сент-Луїсі створив програму магістра ділового адміністрування для керівників компаній з Фуданським університетом, яка відтоді постійно вважається однією з найкращих у світі.

## Вища освіта
На кінець 2004 року в Китаї було 2236 шкіл вищого навчання, в яких навчалося понад 20 мільйонів учнів; валовий коефіцієнт зарахування до вищих шкіл досяг 19 відсотків. Післядипломна освіта є найбільш швидкозростаючим сектором, набравши на 24,1 відсотка більше студентів та на 25,9 відсотка більше дослідників, ніж роком раніше. Зростання кількості учнів свідчить про те, що Китай вступив у стадію популярної освіти. У звіті про вищу освіту ЮНЕСКО у червні 2003 р. Зазначається, що чисельність студентів китайських вищих шкіл за дуже короткий час подвоїлася і стала найбільшою у світі. Особлива увага приділялася вдосконаленню систем в останніх реформах. Було створено багато промислових муніверситетів та спеціалізованих коледжів, що посилюють деякі неповні предмети та створюють нові спеціальності, наприклад, автоматизацію, атомну енергетику, енергетичні ресурси, океанографію, ядерну фізику, інформатику, хімію полімерів, фізику полімерів, радіохімію, фізичну хімію та біофізику. У 1993 р. Розпочався проект створення 100 університетів світового класу, який об'єднав 708 шкіл вищої школи у 302 університети. Злиття шкіл вищих навчальних закладів призвело до широкомасштабної реформи управління вищою освітою, оптимізації розподілу освітніх ресурсів та подальшого підвищення якості викладання та шкільних стандартів. Більше 30 університетів за Проектом 985 та Проектом 211 отримали допомогу від спеціального національного фонду на підтримку досягнення ними світового елітного класу. У період між 1999 та 2003 роками кількість учнів у вищих навчальних закладах зросла з 1,6 мільйона до 3,82 мільйона. У 2004 р. Загальна кількість учнів у звичайних вищих школах становила 4,473 млн., Що на 651 тис. Більше, ніж у 2003 р. У вищих навчальних закладах та науково-дослідних інститутах навчалося 326 тис. Аспірантів, що на 57 тис. Більше, ніж у попередньому році. У 2010 році Китай очікує, що 6,3 мільйона студентів закінчать коледж чи університет, причому 63%, ймовірно, прийдуть на роботу. Внесок у економічне будівництво та соціальний розвиток Китаю, зроблений дослідженнями у галузі вищої освіти, стає все більш очевидним. Посилюючи співпрацю між виробництвом, викладанням та дослідженнями, вищі школи прискорюють процес перетворення результатів науково-технічних досліджень у продукти, що породжує багато нових та високотехнологічних підприємств та важливих інновацій. Створено або затверджено 43 національні університетські науково-технічні парки, деякі з яких стали важливою базою для комерціалізації досліджень.

## Освіта дорослих
Оскільки лише 4 відсотки випускників середньої освіти в країні приймаються до університетів, Китай визнав необхідним розробити інші способи задоволення попиту на освіту. Освіта дорослих набуває все більшого значення у допомозі Китаю досягти своїх цілей модернізації. Освіта для дорослих, або "неформальна", є альтернативною формою вищої освіти, яка охоплює радіо, телебачення та заочні університети, університети вільного та неповного робочого часу, фабричні університети для персоналу та робітників, а також університети для селян , багато з яких працюють переважно в неробочий час студентів. Ці альтернативні форми навчання є економічними. Вони прагнули виховувати як "відсталене покоління" - тих, хто втратив можливості отримати освіту під час Культурної революції (1966–1976 рр.), - так і підвищити культурний, науковий та загальноосвітній рівень робітників на роботі. Основною метою освіти дорослих є надання другого шансу тим, хто бідний у суспільстві або хто втратив доступ до освіти з інших причин, щоб досягти соціальної справедливості та рівного доступу до освіти. У 1960-х роках була піднята ідея "освіти протягом усього життя", і почався перехід китайської освіти. Освіта дорослих починає зосереджуватися на культивуванні соціальної відповідальності для розвитку теорії освіти протягом усього життя.

### Історія освіти дорослих
У 1949 р. Спільна програма, сформульована на першій сесії політичної консультативної конференції китайського народу (CPPCC), чітко підтвердила, що Китаю потрібно робити акцент на освіті робітничого класу. Вона стосувалася серйозної ситуації з неписьменністю, яка тоді становила понад 80 відсотків населення. Період з 1949 по 1966 рік ознаменував початок та розвиток освіти дорослих у новому Китаї. З 1966 по 1976 рік освіта дорослих не могла здійснюватися нормально через вплив десятирічної "культурної революції". Починаючи з 1978 року, коли Китай вступив у нову еру модернізації, освіта дорослих швидко відновлюється і розвивається

## Онлайн освіта
Участь великих інвесторів в Інтернет-освіті зробило це новою точкою для інвестицій в освітню галузь. Міністерство освіти затвердило 68 звичайних вищих шкіл та Центральний університет радіо і телебачення для пілотування сучасної дистанційної освіти. На кінець 2003 року ці школи створили 2027 навчальних центрів за межами кампусу навколо Китаю, пропонуючи 140 спеціальностей з десяти дисциплін, і загальна кількість учнів - 1,373 мільйони. Поступове поширення широкосмугових технологій також допомогло онлайн-освіті. Китайська освітньо-дослідницька мережа (CERNET), започаткована в 1994 році, зараз є другою за величиною мережею Інтернету в Китаї, яка охоплює всі великі міста Китаю. Швидкісний зв’язок між ним та Китайською освітньо-широкосмуговою супутниковою мережею, відкритий у 2000 році, створив платформу передачі «космос на землю» для сучасної дистанційної освіти та забезпечив всебічне середовище, що підтримує дистанційне навчання.

## Шкільна форма
Багато шкіл Китаю вимагають використання шкільної форми до коледжу. Студенти мають форму як для спортивного одягу, так і для повсякденної форми, які обидва змінюватимуться залежно від сезону. Дизайн форми також може відрізнятися залежно від школи, що полегшує людям визначення, яку школу відвідує учень. Прихильники шкільної форми стверджують, що форма є унікальною формою культури, знімає тиск учнів, які порівнюють одяг, і дозволяє викладачам та іншим особам ідентифікувати учнів та їхні відповідні школи. У статті для China Daily Юань Кан заявив, що хоча студентська форма раніше розглядалася як ознака прогресу, у сучасному суспільстві стиль форми уніформи розглядається натомість як ознака особистості та належності.